# Fabriciana adelassia
Fabriciana adelassia är en fjärilsart som beskrevs av Hans Fruhstorfer 1910. Fabriciana adelassia ingår i släktet Fabriciana och familjen praktfjärilar. Inga underarter finns listade i Catalogue of Life.